# Верба (українська міфологія)

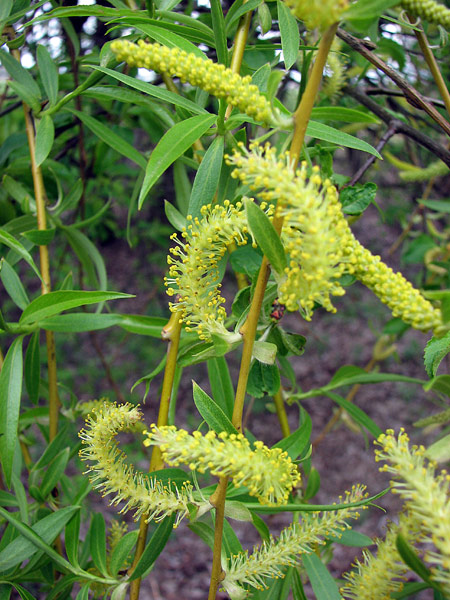
Квітуча верба

Верба́ (також рокита) посідає значне місце в українських народних віруваннях і обрядовості.

## У піснях
Верба часто згадується в українських народних пісень, де фігурує з напрочуд багатою символікою. Як ідеальне дерево, воно вкрите «золотою корою» й має силу розвинути 700 квіток, тобто гілок, що символізують численний рід:
|  | (А у нашого господаря) Золота верба, А на тій вербі золота кора, А на тій вербі рожеві квіти. Ой то не верба — Йванкова жена, Ой то не квіти — то Йванові діти… |

Це так у колядці. А ось у весільній пісні:
|  | Да стоїть верба не рік, не два. Не стій, вербо, розвивайся, Розвий собі сімсот квіток, Сімсот квіток і чотири; Всім боярам по квіточці. Усім дружкам по квіточці: Андрієчку нема квітки — Андрієчку квітка — — Марусенька дівка… |

Від символізації верби, як ідеального дерева та поетичного образу всього роду, народна символіка переходить до верби, як символу матері та дружини, як у колядці про «золоту вербу»: «Ой то не верба — Йванова жена…». Ось ще один приклад, де верба — одружена жінка, та ще й зажурена:
|  | Ой, ти вербо кудрявая, Хто тобі кудрі повив? — Повила мені суха лоза, Бистра вода, що хвилю б'є… Кажуть люди — мій муж не п'є: Як світає — до коршми йде, Як смеркає — із коршми йде. |

Виступає верба й як символ зажуреної дівчини. Обвислі віти передають образ суму:
|  | І схилилась верба з верха до кореня, Схилилася Марися через стіл до матінки На стіл головку клонить. Під стіл слізоньки ронить… |

Складну символіку верби-дівчини знаходимо в іншій пісні:
|  | Ой, не стій, вербо над водою Не пускай гилля, по Дунаю, Ой Дунай — море розливає, І день і ніч прибуває Та з верби корінь підмиває, Із верху вершок усихає. Ой, стань собі, вербо, на риночку У хрещатому барвіночку У запашному васильочку… |

Зустрічається символіка верби-дівчини і без забарвлення сумом:
|  | Стоїть верба над водою, Розпустила гілля, — Убирайся, дівчинонько, Днесь твоє весілля… |

Те саме бачимо і в приповідках: «Дівчина — як верба: де посадиш, там прийметься», — бо дівчина, вступаючи в шлюб, переходить в іншу родину і переймає тамтешній уклад життя (І. Франко «Приповідки», 1573)
Проте служить верба і символом суму взагалі:
|  | Висока верба, висока верба Широкий лист пускає, Велика любов, тяжка розлука — Серденько зниває… |

Від символізації верби як ідеального споконвічного дерева, що на ньому перебувають надприродні істоти, український народ переходить до уявлення верби як неба, що тримає на собі сонце:
|  | Ой, вербо, вербо, вербище Чого на море нависла? Під тую вербу стежечка, Туди ішла дівочка Да несла золото в приполі, Да розсипала на морі… |

Потебня вказав на паралелі цієї пісні в латиських піснях, де «сонце плете віночок, сидячи на вербі». Коли діти просять у піст скоромного, їм відповідають: «Бозя на вербу взяла», а іноді «Бозя на небо взяла». Поширена була й приповідка «Були на масниці вареники, та на вербу повтікали.» (Дикарев, «Твори», ст. 4)

## В обрядовості
Після освячення верби на Вербну неділю є звичай бити нею одне одного, примовляючи:
|  | Не я б’ю, верба б’є: За тиждень Великдень. Не вмиряй, не вмирай, Великодня дожидай… |

Биття свяченою галузкою верби, що її в Галичині та Буковині звуть «шуткою» — звичай ще дохристиянський: він мав на меті передати тому, кого б'ють, творчої розбудженої енергії та здоров'я (див. Бичування).
Таке ж значення, всуміш із охоронним, мав і звичай бити свяченою вербою худобу, коли її виганяють на святого Юра на пасовисько: «Як виганяють на Юра худобу на поле, то треба виганяти шуткою, то худоба буде гладка, як базьки на шутці.»
Свячена верба — охорона від нечистої сили. Святять її в Вербну неділю, а потім частину бережуть у хаті, під образами на всякий випадок, а також, як писав проф. Сумцов — «від відьом»; частину ж садять на городі: «Хто посв'ячену вербу має, ним самим посаджену, той при кінці віку може на ній спастися: ото, як стануть за ним ганятися різні демони, щоб привернути його під свою власть, так він на неї влізе і сидітиме, і його ніхто не може чіпнути…» (Дикарев «Посм. Писання 1903», с. 58). Дівчата на виданні, посадивши свячену вербу, дуже її пильнують: якщо верба прийметься, дівчина ще того року віддасться (Андрієвський «Звичаї і обряди». 1941, с. 32.)
Як символ суму, вербу садять на могилах: «До весняного Миколи не можна купатися, бо з чоловіка верба виросте», — тобто, він помре, його поховають, а на тому місці посадять вербу. На Буковині до труни кладуть вербові прутики, на які звичайно й лягає тіло покійного (Зап. Ю. 3. Отд. II, 351).

## У замовляннях
Верба присутня і в замовляннях, де сімсот коренів мають те ж значення, що й сімсот гілок-квіток: «Під сонцем, під жорстоким, і під лісом, під чорним, під високим, там стоїть верба; під тією вербою сімсот коренів, а на тій вербі сімсот канатів, а на тих канатах видить сидить цар Хан і цариця Ханиця…».
В цьому замовлянні виступає верба й як символ предвічного всесвітнього Дерева, що служить житлом для істот, які мають «силу на ввесь світ…».
Зрештою, як указував Дикарів, верба в замовляннях зустрічається далеко рідше від дуба, другого ідеального дерева української народної творчості, бо верба належить царству світла, сонця, а дуб — темряви.

## Символізм
Український народ зауважив, що верба дуже швидко росте, і використав це в своїх магічних обрядах. Так, повитуха, скупавши породіллю, клала у воду галузки верби, мила в тій воді руки собі й поліжниці, примовляючи: «Як верба росте швидко, щоб так і дитина росла швиденько» («Перв. Громадянство», Київ, 1926. І 81). На Буковині діти їли свячену вербу (тобто базьки на вербі) — «щоб рости скоро, як верба» (Зап. Ю. З. Отд., II, 348). У Галичині казали: «Щоб волосся в дівчини росло швидко, треба її острижене волосся класти в розсоху вербу» (Мат у. е. НТШ, V, 6). Казали також, що дітей знаходять «на вербі» (Мат. у.е. НТШ, VIII, 32).
Верба не дає жадного плоду. Тому вона стала також символом неплідности. «Грушки на вербі» — це небувальщина, вигадка. «У нього на вербі грушки ростуть», — кажуть про людину, що оповідає неймовірні речі. Сюди ж відноситься й приповідка: «Гарбуза наїсися, на вербу подивися, то й зараз знову будеш голодний». Проте «ховатись під вербами», що дають добрий, але небезпечний захисток, значить вести розпусне життя. Тому верба робиться й символом небезпечного чи незаконного кохання. Тому й Тарас Шевченко писав: «Не стояла б до півночі з милим під вербою…».
«Суха верба» — місце побуту нечистого, загалом — нечисте місце, бо складно вербі — хіба з допомогою нечистого — всохнути. Тому в Галичині кажуть: «Дві речі Бог дав бідним — картоплю та вербу» — бо верба, що росте по всіх усюдах, дає бідному паливо (Ів. Франко «Приповідки», I, 130). Смерть верби — втручання нечистого, тому й кажуть: «Відчепися від мене, а чепися сухої верби», — тобто властиво: «Іди к чорту!» «Іди до біса!» (Франко, І, 211).
«Золота верба» — символ любові і вдячності: «Ростуть за ним золоті верби» — кажуть в Галичині про доброзичливу людину, що залишає по собі добрі спогади (Ів. Франко «Приповідки» III, 48, 206).
Іноді верба символізує не небо, що тримає на собі сонце, а саме сонце, як от у загадці: «Стоїть верба посеред села, розпустила гілля на все Поділля».